# USS Stethem (DDG-63)
L’USS Stethem (DDG-63) est un destroyer américain de la classe Arleigh Burke. Il est nommé d'après Robert Stethem (1961-1985), un marin de l'United States Navy tué au Liban par le Hezbollah dans les années 1980. Commissionné en 1995 et toujours en service en 2014, il a été construit au chantier naval Ingalls de Pascagoula dans l'État du Mississippi et son port d’attache est la base navale de Yokosuka au Japon. Il appartient à la United States Pacific Fleet.